# ハサン・ヤズダニ
ハサン・ヤズダニ・チャラティ（ペルシア語:  حسن یزدانی چراتی ハサン・ヤズダーニ・チャラーティ、Hassan Yazdani Charati、1994年12月28日 - ）は、イラン・マーザンダラーン州のジューイバール出身のレスリング選手。ハッサン・ヤズダニ・チャラティとも表記される。
2016年リオデジャネイロオリンピックで男子74キロ級で金メダルを獲得した。その後86kg級にあげて世界選手権を2度制覇。しかし、2021年の東京オリンピックでは決勝で敗れ銀メダルだった。